# John Heaver
John Heaver DD (falecido em 23 de junho de 1670) foi um cónego de Windsor de 1662 a 1670.

## Carreira
Heaver foi educado no Clare College, Cambridge e recebeu um diploma de BA em 1640, MA em 1643 e DD em 1661.
Ele foi membro do Eton College durante 1661–1670. Ele foi nomeado para a nona bancada na Capela de São Jorge, Castelo de Windsor em 1662, posição que ocupou até 1670.
Em seu testamento, Heaver deixou £ 100 para que se dessem aulas a crianças pobres em Windsor. Ele também deixou £ 700 para a reconstrução do Clare College, Cambridge.